# Calhoun County, South Carolina
Calhoun County är ett county i centrala delen av delstaten South Carolina i USA. Den administrativa huvudorten (county seat) är St. Matthews.   

## Geografi
Enligt United States Census Bureau har countyt en total area på 1 016 km². 984 km² av den arean är land och 31 km² är vatten. 

### Angränsande countyn
- Richland County, South Carolina - nord
- Sumter County, South Carolina - nordöst
- Clarendon County, South Carolina - öst
- Orangeburg County, South Carolina - syd
- Lexington County, South Carolina - nordväst

### Städer och samhällen
- Cameron
- Creston
- Fort Motte
- Lone Star
- St. Matthews (huvudort)
- Sandy Run